# Заельцовская (станция метро)
«Заельцо́вская» — 10-я станция Новосибирского метрополитена. Конечная на Ленинской линии. Расположена между действующей станцией «Гагаринская» и перспективной «Ботанический сад».
Территориально находится в Заельцовском районе Новосибирска, под крупным транспортным узлом города — площадью Калинина.

## История

### Название
Первоначально станцию хотели назвать «Площадь Калинина», по одноимённой площади, под которой она располагается; на всех схемах советской эпохи станция имела такое название. Однако это название так и осталось рабочим. Во время строительства станции, в 1991 году, после распада СССР станции метро перестали называть в честь коммунистических деятелей. Было решено остановиться на названии реки Ельцовки (протекающей через Заельцовский район), за которой располагается станция, и она получила название «Заельцовская».

### Строительство
Сооружение станционного комплекса тогда ещё «Площади Калинина» началось в начале 1988 года. В январе на тупиках отстоя были начаты работы по разработке грунта, а в марте метростроители из УМ «Новосибирскметрострой» уже начали сооружать стены тупиков и монолитный железобетонный лоток.
Сооружение шло не без проблем — из разработанного котлована приходилось постоянно откачивать воду, так как выяснилось, что уровень грунтовых вод оказался выше проектного. Экскаватор, разрабатывавший котлован, пришлось на конечном этапе работ устанавливать на деревянный настил — чтобы не просел.
Над возведёнными тупиками проектом предусматривалась обратная засыпка. Вместо этого метростроители, используя имевшуюся у них опалубку для бетонирования свода платформ, возвели подземный зал. Это позволило не только снизить затраты, но и также разместить в этом зале торгово-развлекательный комплекс, что даст выгоду.
Из-за проблем организации движения наземного транспорта в этой части города сооружение самой станции велось поэтапно. На первом этапе котлован для первой половины свода станции был отрыт в южной части площади. Для этого перекрывалось движение транспорта в этой части площади. После завершения всех работ эта территория была благоустроена, на ней восстановлены дорожное полотно и транспортное движение. На втором этапе работы велись в котловане на перекрытой северной части площади.
К июню 1991 года станция была уже в целом готова. Была закончена отделка обоих вестибюлей, уложены рельсы. Однако ещё предстояло сделать много работы. По состоянию на конец месяца шли отделочные работы на платформе. Кроме того, ещё оставался монтаж изоляции, установка вентиляционной системы, предстояли работы и электрикам, и энергетикам.

### Пуск
Первоначальный пуск был запланирован на 1990 год, вместе со станциями «Гагаринская» и «Площадь Маркса». Однако, в связи с начавшимися в этот период переменами в стране и перебоями с финансированием и поставками материалов, даты неоднократно переносились. В качестве сроков назывались и 1991 год, и 1992 год — вначале 1 января, затем 1 февраля.
Дату сдачи в конце концов назначили на 31 марта 1992 года. Однако и в этот день запустить станцию не удалось. В Новосибирске проходило Всероссийское совещание мэров крупнейших городов страны. И дату перенесли на 2 апреля. На торжественном открытии станции присутствовали мэр города Иван Индинок, мэр Санкт-Петербурга Анатолий Собчак и мэр Москвы Гавриил Попов.

## Архитектура и оформление
Тип конструкции — односводчатая станция мелкого заложения с островной платформой. Станция построена открытым способом по проекту института «Новосибметропроект». Свод платформы, аналогично станции «Площадь Маркса», авторы проекта сделали максимально увеличенным. В результате из обоих вестибюлей полностью просматривается посадочный перрон.
Станционные стены, согласно проекту, опираются на тёмно-красный гранитный цоколь и выполнены вогнутыми. Эта небольшая вогнутость стен, по замыслу, должна придать стенам вид единства с потолочным сводом. Стены станции облицованы белым мрамором «Коелга», а полы — красно-бордовым гранитом.
Посадочная платформа освещается светильниками с люминесцентными лампами. Светильники подвешены к потолку свода сплошным рядом по оси симметрии зала на несколько тяжёлых подвесных устройствах. Светильники закрыты индивидуальными обрамлениями оригинальной художественной формы. В 2007 году на станции вместо старых кольцевых люминесцентных повесили энергосберегающие светильники, с газонаполненными лампами. В ходе работ, проводившихся ночью, было заменено 600 светильников. А над эскалатором установили дополнительные светильники. По всей длине станционной платформы размещены информационные стойки со скамейками отдыха для пассажиров. Сверху информационных стоек с недавнего времени размещены видеоэкраны.

## Вестибюли и пересадки
Проект станции предусматривает два вестибюля (северный и южный). С платформой вестибюли соединяются маршевыми лестницами и эскалаторами. Балюстрады эскалатора выполнены из нержавеющей стали. Станция расположена на склоне поймы реки Ельцовки, поэтому южный, ближний к реке, вестибюль не имеет эскалаторов. Северный же вестибюль оборудован 18-тиметровым трёхленточным эскалатором.
Выходы южного вестибюля встроены в жилые дома. Вход и выход пассажиров на станцию производится через четыре выхода, встроенных в здания и в отдельно стоящих надземных павильонах. Все выходы станции позволяют выйти на Площадь Калинина и к Красному проспекту.
Южный вестибюль станции ведёт к двум выходам — № 3 и № 4. Третий — к остановке наземного транспорта, идущего в направлении центра Новосибирска. Четвёртый позволяет выйти к ТДЦ «Европа», к остановкам наземного транспорта, идущего в северном направлении (в сторону бывшего Городского аэропорта) и в северо-восточном направлении (Горбольница, СГУПС, ул. Богдана Хмельницкого).
Северный вестибюль станции связан с двумя выходами: № 1 и № 2. Первый ведёт к улице Перевозчикова, а второй к Приборостроительному заводу и к остановке наземного транспорта, следующего в северном направлении (в сторону бывшего Городского аэропорта) и в северо-восточном направлении (Городская клиническая больница, СГУПС, ул. Богдана Хмельницкого).
По проекту все входы на станцию должны были объединить одним единым кольцевым пешеходным переходом. Переход предусматривал промежуточные выходы на улицу Дуси Ковальчук — к остановкам наземного общественного транспорта. В итоге эти переходы возведены не были — сооружение их было затратным и в связи с тяжёлой экономической обстановкой.
В 2011 году была проведена реконструкция входа № 1. В ходе трёхмесячных работ метрополитен оборудовал павильон пандусами (для инвалидов), над ним был смонтирован навес. Также были установлены камеры наблюдения и освещение. А стены и лестницы входа облицовали гранитом.

## Станция в цифрах
- Длина станции, как и на всех станциях Новосибирского метрополитена, стандартная — 102 м, что позволяет поместить на путь до пяти вагонов (в настоящее время используются 4-вагонные составы). Длина посадочной платформы — 100 м[14]. Ширина платформы — 10 м[3].
- Пикет ПК 25+60.
- Длина перегона до станции «Гагаринская» составляет 927 метров[15], что делает его самым коротким в Новосибирском метрополитене.
- В 2017 году среднесуточный пассажиропоток станции составлял 30,4 тысячи человек. Таким образом, «Заельцовская» является второй по загруженности станцией Новосибирского метро (после «Площади Маркса»).
- Время открытия станции для входа пассажиров — 05 часов 45 минут, время закрытия — 00 часов 00 минут[12].
- Таблица времени отправления первого и последнего поездов[12]:

|                                 | Пн — Вс (чч: мм: сс) | Пн — Вс (чч: мм: сс) |
| В сторону станции «Гагаринская» | 05:48:30             | 00:03:30             |

## Расположение
Станция метро «Заельцовская» Ленинской линии расположена на площади Калинина. Рядом со станцией находятся: Приборостроительный завод, СГУПС и торговые центры. В пределах транспортной доступности расположены Городская клиническая больница и Городской аэропорт «Северный».

### Остановки
Остановки наземного общественного транспорта вблизи выходов станции:
- А, Мт, Тб, Тм: «Магазин Чемпион», «Метро Заельцовская» и «Площадь Калинина».

В транспортной доступности, на пересечении улицы Кропоткина и Красного проспекта, расположена остановка «Кропоткина»: А, Мт.

## Путевое развитие
За станцией распогагаются четыре пути с тупиками для оборота поездов. Оборотные тупики заканчиваются в районе кинотеатра «Прогресс» (≈ 400 метров после станции).
Для посадки (в сторону станции «Гагаринская») в настоящее время используется только первый станционный путь.
В будущем планируется продление линии на север с тремя станциями: «Ботанический сад», «Северная» и «Авиационная». Строительство начнётся ориентировочно после 2030 года.

## Галерея
- Заельцовская
- Вид с лестницы вестибюля
- Свод и светильники
- Два поезда на станции